# NGC 644
NGC 644 (другие обозначения — ESO 244-43, MCG -7-4-27, FAIR 706, AM 0136-425, IRAS01367-4250, PGC 6097) — спиральная галактика с перемычкой (SBc) в созвездии Феникс.
Этот объект входит в число перечисленных в оригинальной редакции «Нового общего каталога».
В NGC 644 взорвалась сверхновая SN 2011gm.